# Bugatti Chiron Super Sport Golden Era
La Bugatti Chiron Super Sport Golden Era est une supercar du constructeur automobile français Bugatti, destinée à être présentée à la Monterey Car Week 2023. Elle est entièrement recouverte de dessins réalisés manuellement par un artiste, représentant les modèles emblématiques du constructeur de Molsheim. Ceux-ci ont nécessité plus de 400 heures de travail.

## Historique
En 2023, la Chiron Super Sport Golden Era est présentée à la Monterey Car Week, en Californie. Elle a nécessité plus de deux ans de travail,.